# 인튜이트
인튜이트(Intuit Inc.)는 금융 소프트웨어를 전문으로 하는 미국의 다국적 비즈니스 소프트웨어 회사이다. 이 회사는 캘리포니아주 마운틴뷰에 본사를 두고 있으며 CEO는 사산 구다르지(Sasan Goodarzi)이다. 인튜이트의 제품에는 세금 준비 애플리케이션인 터보팩스(TurboTax), 중소기업 회계 프로그램인 퀵북스(QuickBooks), 신용 모니터링 및 개인 회계 서비스인 크레딧 카르마(Credit Karma), 이메일 마케팅 플랫폼인 메일침프(Mailchimp)가 포함된다. 2019년 기준 수익의 95% 이상이 미국 내 활동에서 발생한다.
인튜이트는 터보팩스 프리 파일(TurboTax Free File)이라는 무료 온라인 서비스와 대부분의 사용자에게 무료가 아닌 터보팩스 프리 에디션(TurboTax Free Edition)이라는 비슷한 이름의 서비스를 제공했다. 2019년 프로퍼블리카의 조사에 따르면 인튜이트는 검색 엔진 목록 삭제 및 군인을 대상으로 한 기만적인 할인을 포함한 전술을 사용하여 납세자를 무료 터보팩스 프리 파일에서 유료 터보팩스 프리 에디션으로 의도적으로 유도한 것으로 나타났다. 2021년 세금 신고 시즌부터 터보팩스는 더 이상 프리 파일 얼라이언스(Free File Alliance)에 참여하지 않는다.
인튜이트는 IRS가 선진국에서 일반적으로 사용하는 사전 작성 양식을 납세자에게 무료로 제공하는 것에 대해 광범위한 로비 활동을 벌였다.

## 같이 보기
- ADP (기업)